# Holi Smejl
Holi Smejl je pisac. Rođena je 1981. u Engleskoj. Sa petnaest godina bila je primećena od strane od jedne londonske modne agencije, tako da je naredne dve godine provela na modnim pistama, iako, kako je ona navodila u svojim intervjuima, nije mnogo uživala u tome.  Manekenstvom je prestala da se bavi kada je diplomirala na univerzitetu u Bristolu, na Katedri za englesku književnost s masterom iz šekspirologiji.
Poznata je po serijalu romana „Štreberka“ koji čini šest knjiga:
- Od štreberke do fenserke – 2013.
- Smotana manekenka – 2013.
- Konačno savršena – 2014.
- Ah, te zvezdice – 2015.
- Glava u oblacima – 2016.
- Zauvek štreberka – 2017.

U 2019. objavila je i roman „Valentajnovi: Rođena pod srećnom zvezdom“.

## Nagrade:
- Najbolja tinejdžerska knjiga u Velikoj Britaniji u 2013. godini
- Voterstron dečja knjiga godine 2014.
- Knjiga godine 2014.